# Fiat Corso Dante
La fábrica de Fiat Corso Dante fue la primera planta del grupo automovilístico e industrial italiano Fiat S.p.A.. Se encuentra situada en Turín, Italia. Parcialmente derruida, actualmente en uno de los edificios históricos se encuentra el Centro Storico Fiat y el Archivio Storico Fiat. La fábrica estuvo activa desde 1899 hasta 1990.

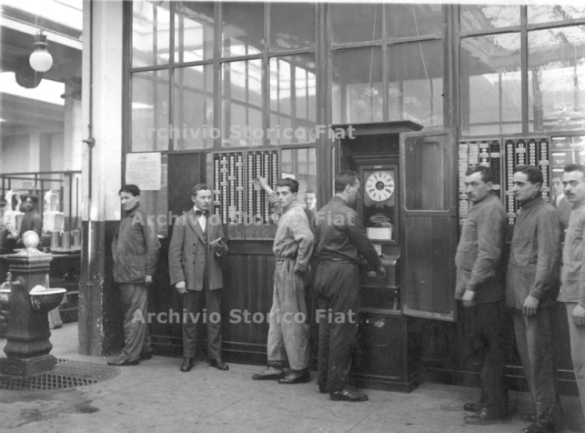
Fiat Corso Dante, 1916

## Historia
Fue desde 1900 a 1915 la sede social del grupo, que posteriormente se trasladaría al edificio administrativo del Lingotto.

## Automóviles
- Fiat 3 ½ HP (26 unidades desde 1899)
- Fiat 6 HP (20 unidades de 1900 a 1901)

## Galería

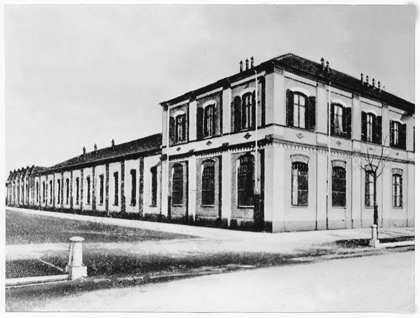
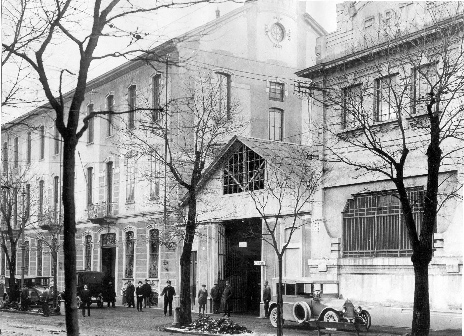
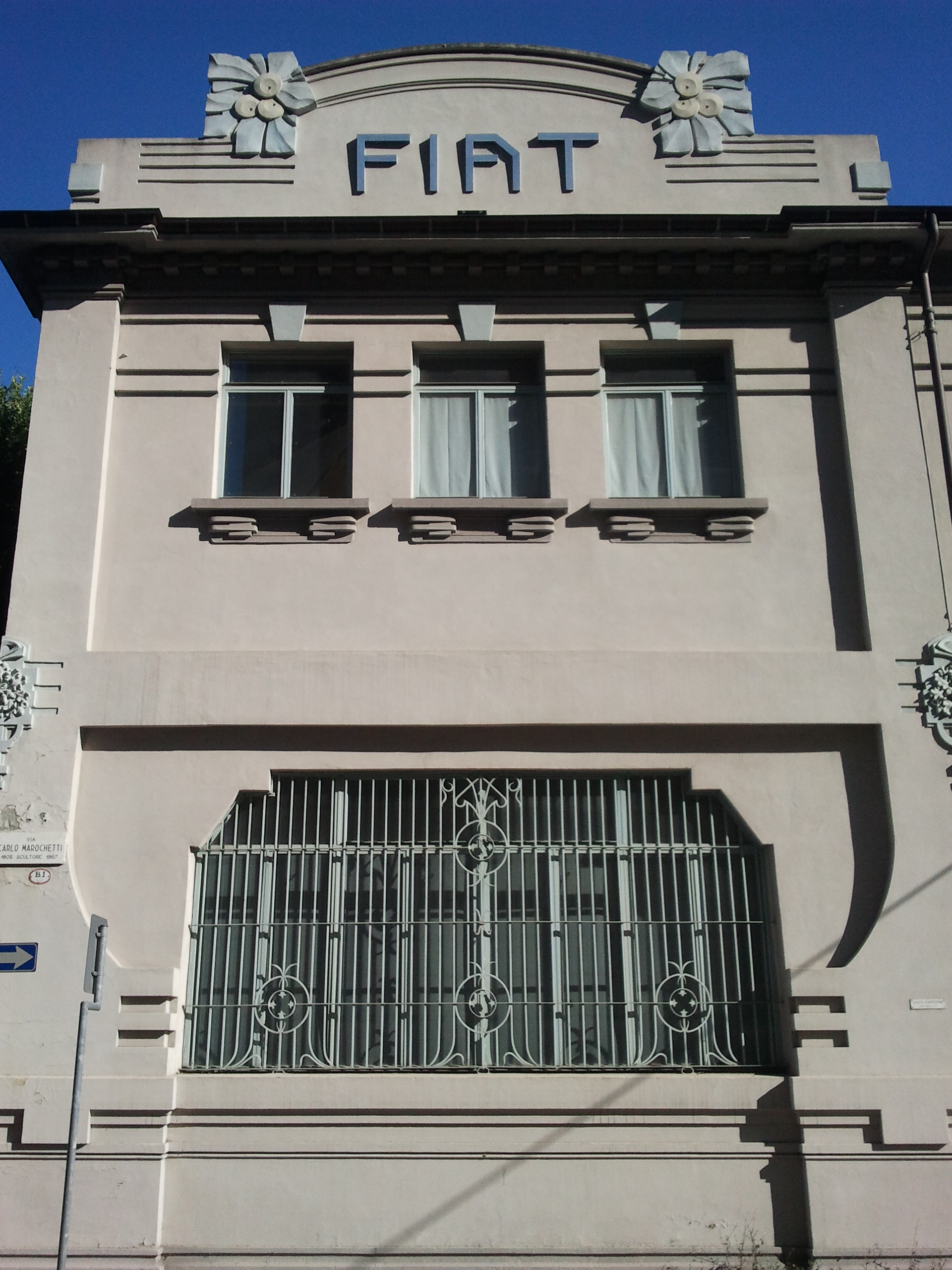
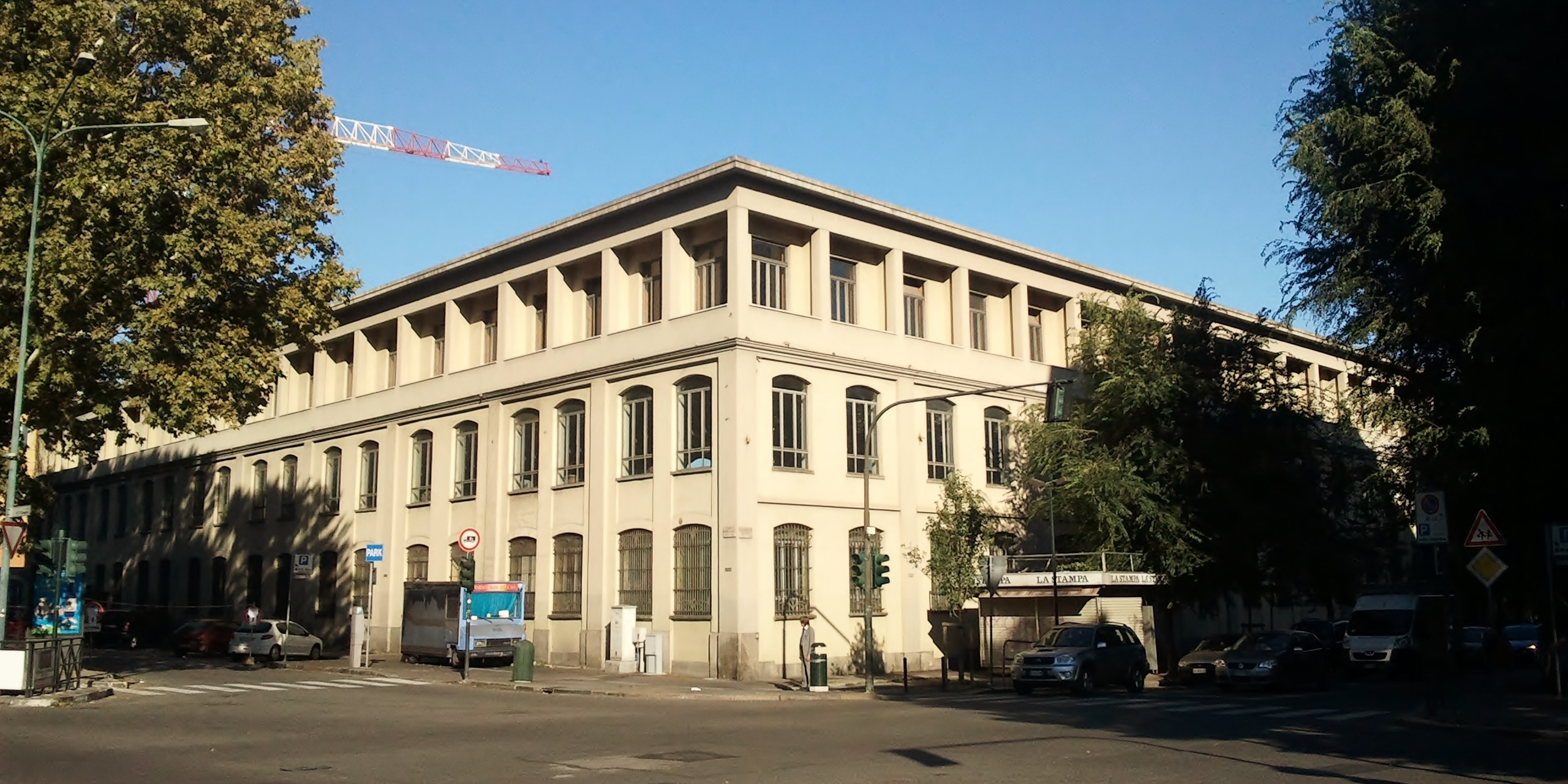
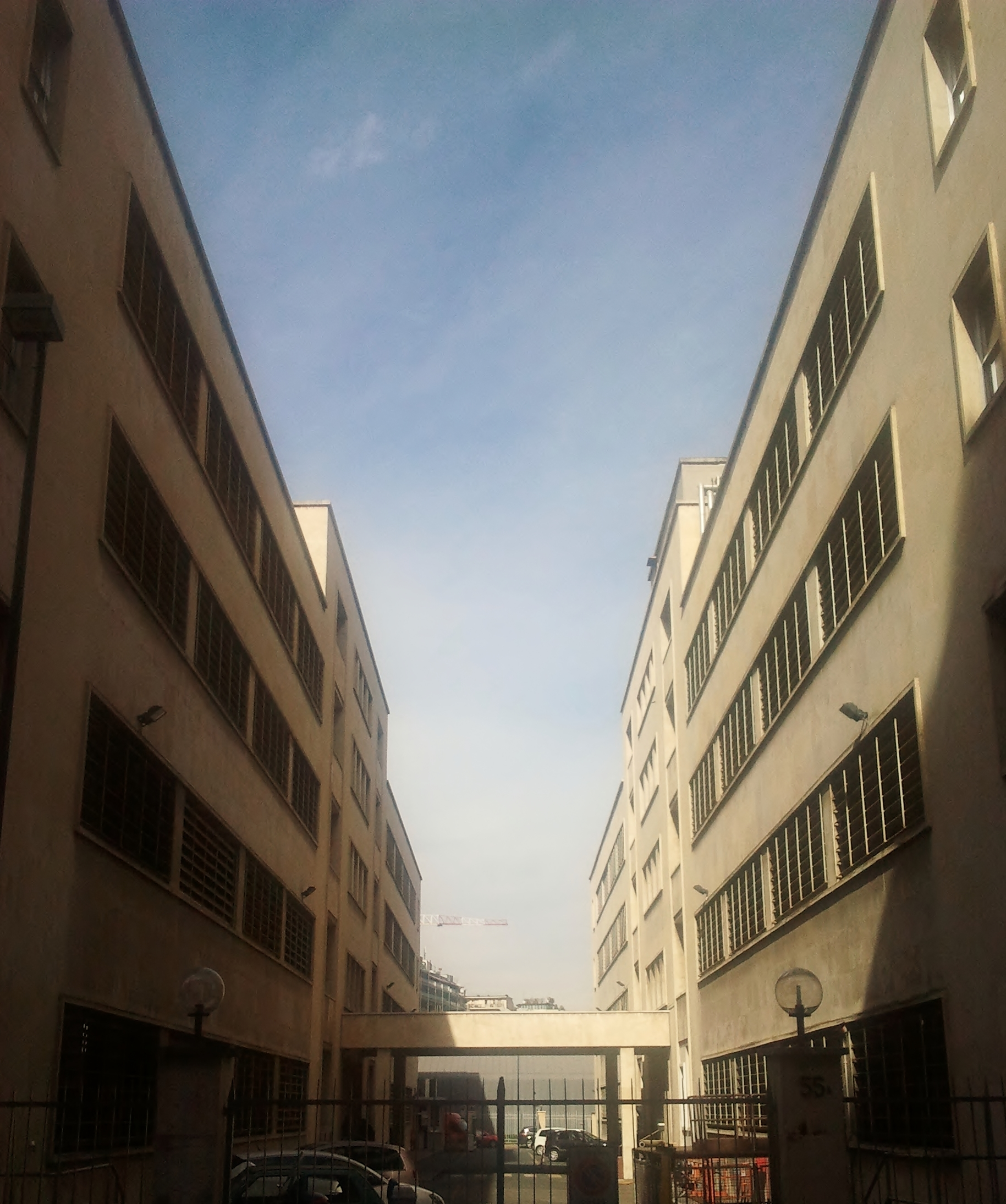
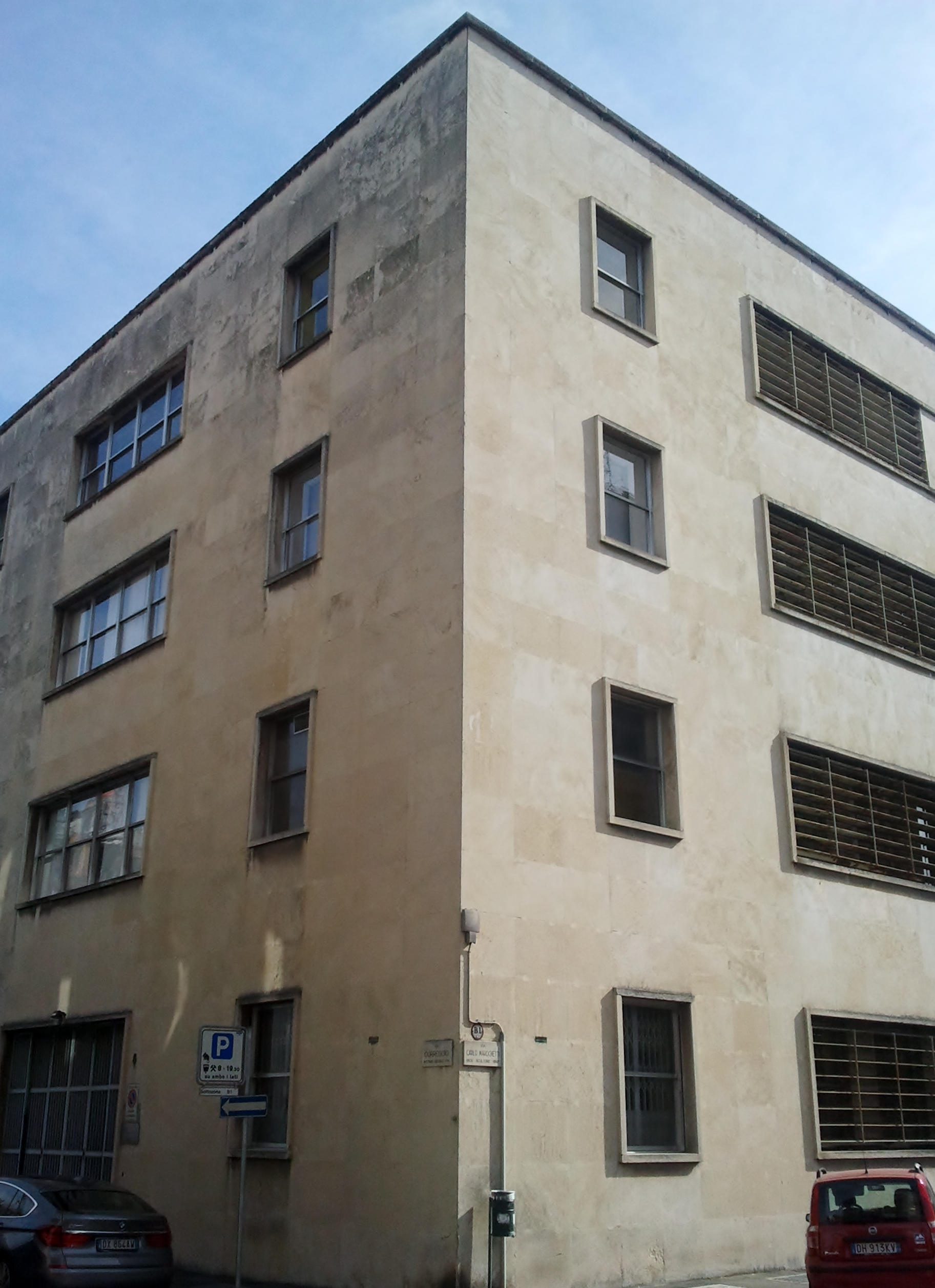